# Umowa ubezpieczenia
Umowa ubezpieczenia – uregulowana w Kodeksie cywilnym umowa, na podstawie której ubezpieczyciel, w zakresie działania swojego przedsiębiorstwa, zobowiązuje się spełnić określone świadczenie w razie zajścia przewidzianego w umowie wypadku, a ubezpieczający zobowiązuje się zapłacić składkę.
Świadczenie zakładu ubezpieczeń może polegać na zapłacie:
- przy ubezpieczeniu majątkowym – określonego odszkodowania za szkodę powstałą wskutek przewidzianego w umowie wypadku,
- przy ubezpieczeniu osobowym – umówionej sumy pieniężnej, renty lub innego świadczenia w razie zajścia przewidzianego w umowie wypadku w życiu osoby ubezpieczonej.

## Charakter prawny umowy ubezpieczenia
Umowa ubezpieczenia jest umową nazwaną, należąca do grona umów kwalifikowanych, dwustronnie zobowiązujących i odpłatnych. Rozbieżności w doktrynie wywołuje losowość i wzajemność umowy ubezpieczenia. Judykatura polska stoi na stanowisku, że umowa ubezpieczenia jest umową losową, której nie można przypisać charakteru wzajemności.

## Treść umowy ubezpieczenia
Na treść umowy składają się jej essentialia negotti oraz główne świadczenie stron. Do essentialium negotii umowy ubezpieczenia zalicza się postanowienia określające zdarzenie losowe oraz interes ubezpieczonego, któremu zdarzenie owo zagraża. Głównym świadczeniem ubezpieczającego jest zapłata składki ubezpieczeniowej, natomiast głównym świadczeniem zakładu ubezpieczeń – zapłata umówionego odszkodowania lub świadczenia.

## Teorie świadczenia ubezpieczyciela
W doktrynie występują jednak dwie teorie opisujące charakter świadczenia ubezpieczyciela:
- Część przedstawicieli nauki uważa, że świadczeniem zakładu ubezpieczeń jest ponoszenie ryzyka nastąpienia negatywnych skutków, wskutek ziszczenia się zdefiniowanego umową zdarzenia losowego. Świadczenie to utożsamiają z ochroną ubezpieczeniową.
- Inni opowiadają się za pieniężnym charakterem świadczenia ubezpieczyciela, które polega na zapłacie umówionego odszkodowania lub świadczenia. Ochrona ubezpieczeniowa nie mieści się bowiem w prawnym pojęciu świadczenia.